# گاسبک
گاسبک (به انگلیسی: Gosbeck) یک محله مدنی و روستا در بریتانیا است که در Mid Suffolk واقع شده‌است. گاسبک ۲۲۰ نفر جمعیت دارد.